# آلسیو گاروفالو
آلسیو گاروفالو (انگلیسی: Alessio Garofalo؛ زادهٔ ۱۰ مارس ۱۹۹۸) بازیکن فوتبال است.
از باشگاه‌هایی که در آن بازی کرده‌است می‌توان به باشگاه فوتبال پروجا اشاره کرد.